# Alsózélle
Alsózélle (szlovákul Dolné Zelenice) község  Szlovákiában, a Nagyszombati kerületben, a Galgóci járásban.

## Fekvése
Galgóctól 9 km-re délnyugatra, a Vág jobb partján fekszik.

## Története
1244-ben említik először. A 14. században Galgóc várának uradalmához tartozott, vámszedőhely is volt itt. 1720-ban az iszákos kártyajátékos világjáró, Erdődy György lett a falu birtokosa, aki a birtok egy részét az ottani birtokos Szúnyogh családnak adta el.
Vályi András szerint: "Alsó, és Felső Zela. Két tót faluk Nyitra Vármegy. földes Uraik több Urak, lakosaik katolikusok, fekszik A. Zela Vág, és Dudvág vizek között, Alsó a’ Felsőnek filiája; határbéli földgyeik meglehetősek."
Fényes Elek szerint: "Zéle, (Alsó) (Zelenicz), Nyitra m. tót f. 186 kath., 1 evang., 9 zsidó lak. F. u. gr. Brunsvik Ferencz örök."
Nyitra vármegye monográfiája szerint: "Alsó-Zelle, vágvölgyi kis község, a Vág-folyó mellett, 248 tótajku, r. kath. vallásu lakossal. Postája Szilárd, táviró és vasúti állomása Szilád-Zelle. Földesura a gróf Brunswick-család volt, korábban azonban Szolgagyőrvár tartozékát képezte. E község a XIII. században "Zöld", a XIV-ik században pedig "Zöldvár" név alatt szerepel."
A trianoni békeszerződésig Nyitra vármegye Galgóci járásához tartozott.

## Népessége
| Év:            | 1994. | 2004.   | 2014.    | 2024.   |
| -------------- | ----- | ------- | -------- | ------- |
| Emberek száma: | 529   | 534     | 593      | 611     |
| Eltérés:       |       | +0,94 % | +11,04 % | +3,03 % |

| Év:            | 2023. | 2024.   |
| -------------- | ----- | ------- |
| Emberek száma: | 605   | 611     |
| Eltérés:       |       | +0,99 % |

1910-ben 326, túlnyomórészt szlovák lakosa volt.
2001-ben 554 lakosából 548 szlovák volt.
2011-ben 561 lakosából 533 szlovák.